# Abdennour Krebazza
Abdennour Krebazza (en arabe : عبد النور كريبازا), né le 15 février 1975 à Blida, est un footballeur algérien qui évoluait au poste de défenseur.

## Palmarès
| USM Blida - Coupe d'Algérie : - Finaliste : 1995-96. |  | MC Alger - Championnat d'Algérie D2 (1) : - CHampion : 2002-03. |  | CS Constantine - Championnat d'Algérie D2 (1) : - CHampion : 2003-04. |